# Drive-in

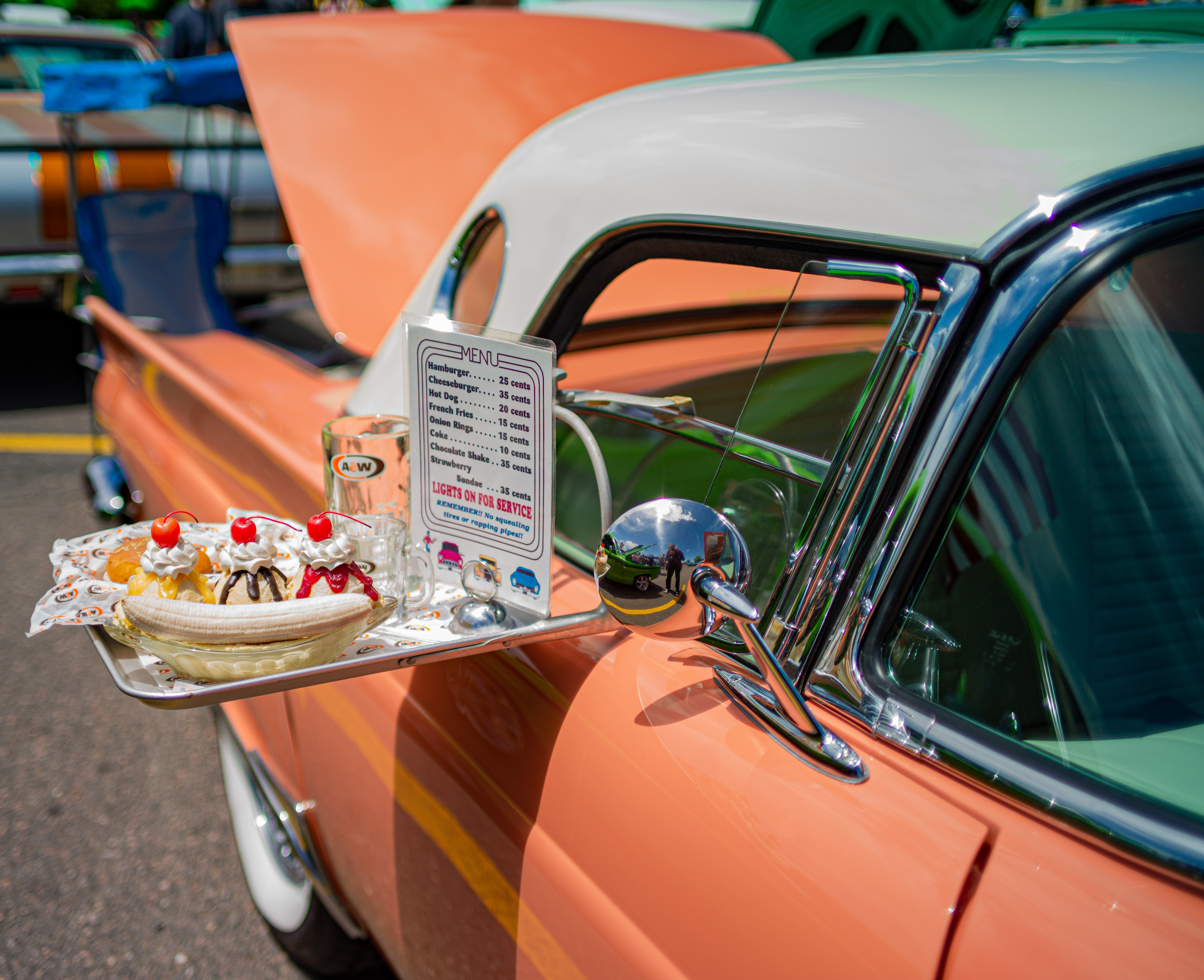
Un vassoio drive-in per auto

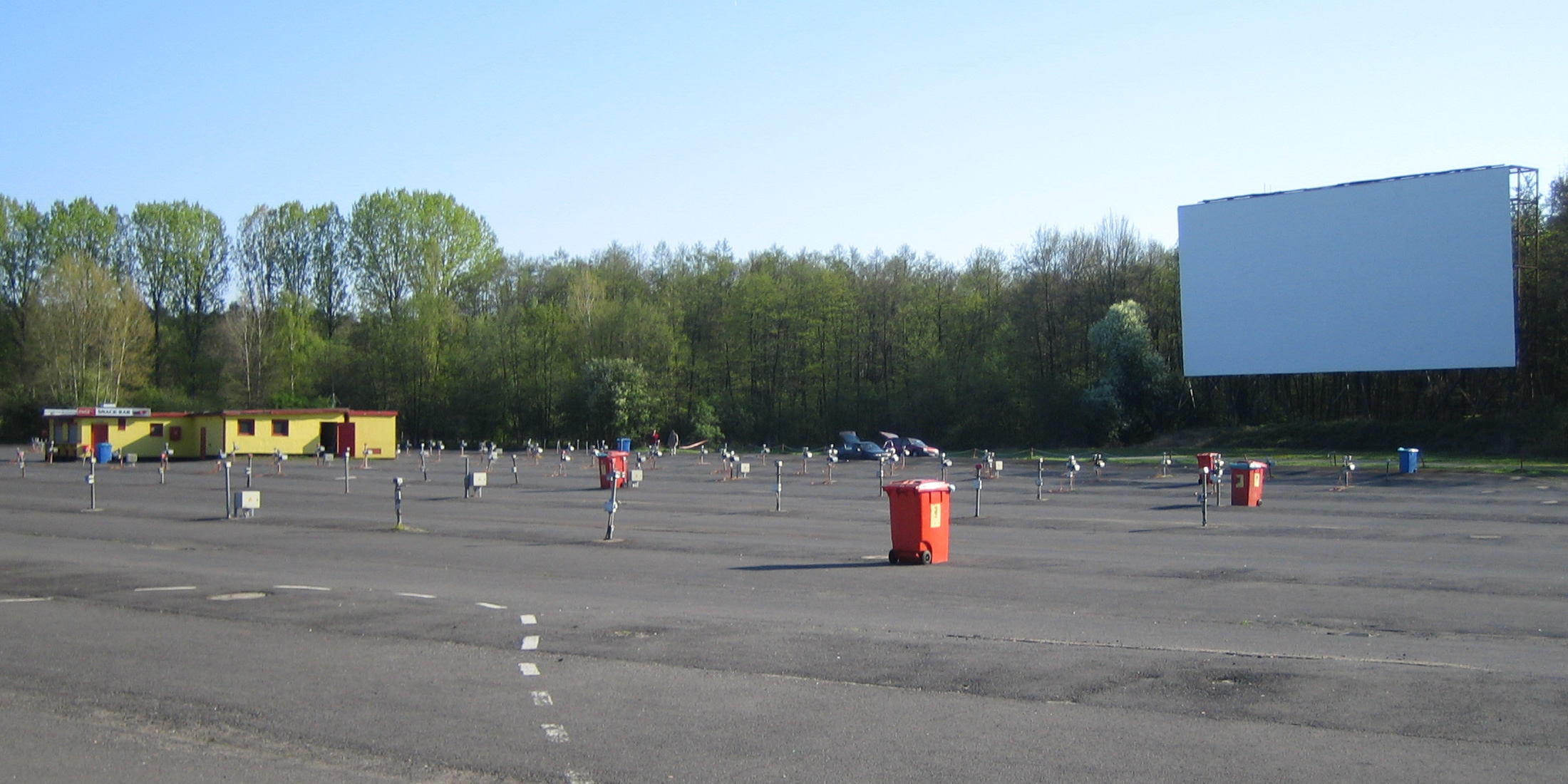
Drive-in a Neu-Isenburg, Germania

Un drive-in è un locale pubblico (per esempio un ristorante, un cinema o un teatro) in cui si può ricevere il servizio rimanendo in automobile.
Popolare tra i giovanissimi, il drive-in divenne uno dei simboli degli Stati Uniti degli anni cinquanta a seguito del boom automobilistico e della privacy che permetteva l'interno dell'auto. Addirittura il reverendo Robert Schuller a Garden Grove, in California, aprì la prima chiesa drive-in.

## Storia
Il primo ristorante drive-in fu il Kirby's Pig Stand, che aprì a Dallas nel 1921 antesignano dei fast food restaurant moderni. Caratteristica dei ristoranti era il servizio offerto dalle carhops, giovani cameriere succintamente vestite che servivano i clienti sui pattini a rotelle.
Il primo drive-in italiano fu inaugurato il 29 agosto 1957 tra Axa e Casal Palocco, a poca distanza dal litorale romano; lo schermo cinematografico, di 540 m², si affaccia su un'area complessiva di 60 000 metri quadrati per una capienza di 750 automobili, ognuna delle quali fornita di altoparlante da agganciare alla portiera. Il primo film a venire proiettato nell'impianto fu La nonna Sabella di Dino Risi. La formula del drive-in tornò ad essere presa in considerazione per musica, cinema, teatro, esecuzione tamponi e vaccinazioni nel 2020 a causa dell'emergenza da COVID-19.

## Nella cultura di massa
Vi sono riferimenti ai drive-in in film come Grease, F.B.I. - Operazione gatto, I ragazzi della 56ª strada e American Graffiti (che si apre proprio con una scena ambientata in uno di questi locali), La leggenda di Al, John e Jack, e in telefilm facenti riferimento a quell'epoca come ad esempio Happy Days, in cui l'Arnold's Drive-In è una delle principali location.